# Rachel Specter
Rachel Specter (* 9. April 1980 in Tampa, Florida) ist eine US-amerikanische Schauspielerin und Drehbuchautorin.

## Leben und Karriere
Rachel Specter wurde 1980 in Tampa, Florida geboren. Ihre Mutter unterrichtet an einer jüdischen Tagesschule in Hillel und ihr Vater ist Dekan an der University of South Florida College of Medicine. Rachel Specter machte ihren Abschluss an der University of Florida.
Im Jahr 2003 spielte Specter das erste Mal in einer Serie mit. Dabei stand sie in der Seifenoper Zeit der Sehnsucht für eine Folge vor der Kamera. Es folgten weitere Auftritte in Entourage, Crossing Jordan – Pathologin mit Profil und Gilmore Girls bevor sie eine Filmrolle erhielt. Diese erhielt sie in dem Filmdrama Special Ed als Date von D. W. Moffetts Rolle. Im Jahr 2005 stand sie zudem für Today You Die, neben Steven Seagal, und der Direct-to-DVD-Produktion Edison, neben Kevin Spacey, vor der Kamera. Kleine Rollen erhielt Specter zudem in Lonely Hearts Killers, Prom Night und House Bunny. In Nebenrollen war sie in Alone in the Dark II und Im tiefen Tal der Superbabes zu sehen. Neben ihren Engagements bei Filmen war sie in den Fernsehserien How I Met Your Mother, Entourage und CSI: NY in einer Gastrolle zu sehen.
Neben der Schauspielerei war sie für den US-amerikanischen Deodorant-Hersteller RGX in Werbesports zu sehen, wodurch sie bekannter wurde. Specter ist seit Juli 2010 mit dem Stand-up-Comedian Dan Levy verheiratet.

## Filmografie (Auswahl)
- 2003: Zeit der Sehnsucht (Days of our Lives, Fernsehserie, eine Folge)
- 2004–2009: Entourage (Fernsehserie, zwei Folgen)
- 2005: Crossing Jordan – Pathologin mit Profil (Crossing Jordan, Fernsehserie, Folge 4x12 Mord, Lügen und Videos)
- 2005: Gilmore Girls (Fernsehserie, Folge 5x17 Hin und weg)
- 2005: Today You Die
- 2005: Edison
- 2006: Lonely Hearts Killers (Lonely Hearts)
- 2006: How I Met Your Mother (Fernsehserie, Folge 2x09 Schlag auf Schlag)
- 2008: Prom Night (Prom Night – A Night To Die For)
- 2008: House Bunny (The House Bunny)
- 2008: Alone in the Dark II
- 2008: Extreme Movie
- 2009: CSI: NY (Fernsehserie, Folge 6x02 Schwarze Liste)
- 2009: Im tiefen Tal der Superbabes (Deep in the Valley)
- 2011: Meine erfundene Frau (Just Go with It)